# Team RadioShack 2011
Questa voce raccoglie le informazioni riguardanti il Team RadioShack nelle competizioni ufficiali della stagione 2011.

## Stagione
Avendo licenza da UCI ProTeam, la squadra ebbe diritto di partecipare alle gare dell'UCI World Tour 2011, oltre a quelle dei circuiti continentali UCI. Il team ottenne cinque vittorie nell'UCI World Tour: tra esse quelle nella classifica generale della Vuelta al País Vasco, con Andreas Klöden, e del Tour de Suisse, con Levi Leipheimer.

## Organico

### Staff tecnico
GM=General manager; DS=Direttore sportivo; TM=Team manager.
|  | Naz.                   | Ruolo | Sportivo         |  |  |  |
|  | ---------------------- | ----- | ---------------- |  |  |  |
|  | Stati Uniti (bandiera) | GM    | Bill Stapleton   |  |  |  |
|  | Belgio (bandiera)      | TM    | Johan Bruyneel   |  |  |  |
|  | Francia (bandiera)     | DS    | Alain Gallopin   |  |  |  |
|  | Portogallo (bandiera)  | DS    | José Azevedo     |  |  |  |
|  | Belgio (bandiera)      | DS    | Dirk Demol       |  |  |  |
|  | Russia (bandiera)      | DS    | Vjačeslav Ekimov |  |  |  |

### Rosa
|  | Naz.                     |  | Sportivo                   | Anno |  |  |
|  | ------------------------ |  | -------------------------- | ---- |  |  |
|  | Stati Uniti (bandiera)   |  | Lance Armstrong            | 1971 |  |  |
|  | Nuova Zelanda (bandiera) |  | George Bennett (stagista)  | 1990 |  |  |
|  | Giappone (bandiera)      |  | Fumiyuki Beppu             | 1982 |  |  |
|  | Nuova Zelanda (bandiera) |  | Sam Bewley                 | 1987 |  |  |
|  | Slovenia (bandiera)      |  | Janez Brajkovič            | 1983 |  |  |
|  | Stati Uniti (bandiera)   |  | Matthew Busche             | 1985 |  |  |
|  | Portogallo (bandiera)    |  | Manuel Cardoso             | 1983 |  |  |
|  | Irlanda (bandiera)       |  | Philip Deignan             | 1983 |  |  |
|  | Belgio (bandiera)        |  | Ben Hermans                | 1986 |  |  |
|  | Stati Uniti (bandiera)   |  | Chris Horner               | 1971 |  |  |
|  | Sudafrica (bandiera)     |  | Robert Hunter              | 1971 |  |  |
|  | Spagna (bandiera)        |  | Markel Irizar              | 1980 |  |  |
|  | Stati Uniti (bandiera)   |  | Benjamin King              | 1989 |  |  |
|  | Germania (bandiera)      |  | Andreas Klöden             | 1975 |  |  |
|  | Polonia (bandiera)       |  | Michał Kwiatkowski         | 1990 |  |  |
|  | Stati Uniti (bandiera)   |  | Levi Leipheimer            | 1973 |  |  |
|  | Francia (bandiera)       |  | Geoffroy Lequatre          | 1981 |  |  |
|  | Portogallo (bandiera)    |  | Tiago Machado              | 1985 |  |  |
|  | Stati Uniti (bandiera)   |  | Jason McCartney            | 1973 |  |  |
|  | Australia (bandiera)     |  | Robbie McEwen              | 1972 |  |  |
|  | Kazakistan (bandiera)    |  | Dmitrij Murav'ëv           | 1979 |  |  |
|  | Portogallo (bandiera)    |  | Nélson Oliveira            | 1989 |  |  |
|  | Australia (bandiera)     |  | Dale Parker (stagista)     | 1992 |  |  |
|  | Portogallo (bandiera)    |  | Sérgio Paulinho            | 1980 |  |  |
|  | Ucraina (bandiera)       |  | Jaroslav Popovyč           | 1980 |  |  |
|  | Svizzera (bandiera)      |  | Grégory Rast               | 1980 |  |  |
|  | Belgio (bandiera)        |  | Sébastien Rosseler         | 1981 |  |  |
|  | Russia (bandiera)        |  | Ivan Rovnyj                | 1987 |  |  |
|  | Russia (bandiera)        |  | Evgenij Šalunov (stagista) | 1992 |  |  |
|  | Stati Uniti (bandiera)   |  | Bjorn Selander             | 1988 |  |  |
|  | Nuova Zelanda (bandiera) |  | Jesse Sergent              | 1988 |  |  |
|  | Spagna (bandiera)        |  | Haimar Zubeldia            | 1977 |  |  |

## Ciclomercato
| Manuel Cardoso     | Footon          |
| Philip Deignan     | Cervélo         |
| Robert Hunter      | Garmin          |
| Benjamin King      | Trek Livestrong |
| Michał Kwiatkowski | Caja Rural      |
| Robbie McEwen      | Katusha         |
| Nélson Oliveira    | Xacobeo Galicia |
| Jesse Sergent      | Trek Livestrong |

| Daryl Impey       | MTN           |
| Li Fuyu           | -             |
| José Luis Rubiera | fine carriera |
| Gert Steegmans    | Quick-Step    |
| Tomas Vaitkus     | Astana        |

## Palmarès

### Corse a tappe
World Tour
- Parigi-Nizza

5ª tappa (Andreas Klöden)
- Volta Ciclista a Catalunya

4ª tappa (Manuel Cardoso)
- Vuelta al País Vasco

Classifica generale (Andreas Klöden)
- Tour de Suisse

Classifica generale (Levi Leipheimer)
- Eneco Tour

4ª tappa (Jesse Sergent)
Continental
- Vuelta a Andalucía

Classifica generale (Markel Irizar)
- Driedaagse van West-Vlaanderen

Prologo (Jesse Sergent)
Classifica generale (Jesse Sergent)
- Critérium International

3ª tappa (Andreas Klöden)
- Driedaagse De Panne - Koksijde

3ª tappa, 2ª semitappa (Sébastien Rosseler)
Classifica generale (Sébastien Rosseler)
- Giro del Trentino

1ª tappa (Andreas Klöden)
- Tour of California

4ª tappa (Chris Horner)
7ª tappa (Levi Leipheimer)
Classifica generale (Chris Horner)
- Giro d'Austria

1ª tappa (Robert Hunter)
- Tour de la Région Wallonne

4ª tappa (Robbie McEwen)
- Tour of Utah

Classifica generale (Levi Leipheimer)
- Tour du Poitou-Charentes et de la Vienne

4ª tappa (Jesse Sergent)
- USA Pro Cycling Challenge

2ª tappa (Levi Leipheimer)
4ª tappa (Levi Leipheimer)
Classifica generale (Levi Leipheimer)
- Circuit Franco-Belge

1ª tappa (Robbie McEwen)
4ª tappa (Robbie McEwen)
Classifica generale (Robbie McEwen)

### Corse in linea
Continental
- Trofeo Inca (Ben Hermans)
- Tour de Mumbai II-Mumbai Cyclothon (Robert Hunter)

### Campionati nazionali
- Campionati statunitensi

In linea (Matthew Busche)
- Campionati giapponesi

Cronometro (Fumiyuki Beppu)
In linea (Fumiyuki Beppu)
- Campionati portoghesi

Cronometro (Nélson Oliveira)
- Campionati sloveni

Cronometro (Janez Brajkovič)

## Classifiche UCI

### Calendario mondiale UCI
Individuale
Piazzamenti dei corridori del Team RadioShack nella classifica individuale dell'UCI World Tour 2011.
| Pos. | Ciclista          | Punti |
| ---- | ----------------- | ----- |
| 20   | Andreas Klöden    | 207   |
| 26   | Levi Leipheimer   | 158   |
| 29   | Chris Horner      | 143   |
| 67   | Janez Brajkovič   | 71    |
| 76   | Grégory Rast      | 60    |
| 100  | Tiago Machado     | 33    |
| 106  | Haimar Zubeldia   | 28    |
| 108  | Manuel Cardoso    | 27    |
| 121  | Ben Hermans       | 22    |
| 145  | Fumiyuki Beppu    | 10    |
| 159  | Robbie McEwen     | 7     |
| 166  | Jesse Sergent     | 6     |
| 179  | Philip Deignan    | 4     |
| 181  | Markel Irizar     | 4     |
| 208  | Nélson Oliveira   | 1     |
| 217  | Sérgio Paulinho   | 1     |
| 218  | Geoffroy Lequatre | 1     |
| 224  | Jaroslav Popovyč  | 1     |

Squadra
Nella graduatoria a squadre dell'UCI World Tour il Team RadioShack ha concluso in undicesima posizione, totalizzando 639 punti.